# Yuly Maiocchi
Giuliana María Maiocchi Woodman (Talara, 6 de marzo de 1965), más conocida como Yuly Maiocchi o simplemente Yuly, es una animadora de televisión, cantante y profesora de gimnasia olímpica peruana de ascendencia italiana. Radicada en Ecuador desde 1990.

## Biografía
Giuliana Maiocchi Woodman nació en Talara, Piura, el 6 de marzo de 1965. Es hija de Ricardo Maiocchi y Nellie Woodman. Tiene ascendencia italiana y británica por parte de su padre y su madre, respectivamente. Vivió su infancia en Talara, donde su padre era ingeniero petrolero, experto en seguridad industrial, y comandante general del Cuerpo General de Bomberos Voluntarios del Perú. Más adelante, la familia se mudó a Lima, donde empezaría a practicar gimnasia olímpica. Pero sus planes cambiaron en 1986, cuando acudió a una audición para un spot publicitario, en la cual fue elegida.
Giuliana Maiocchi conoció a Juan Luis Zanelli cuando tenía doce años, ya que eran vecinos en la playa Puerto Viejo, al sur de Lima. Se reencontraron tiempo después, en la universidad, y mantuvieron una relación de siete años tras la cual contrajeron matrimonio. Tienen tres hijos; Stefano, Fabrizio y la menor, Valentina, quien ha seguido los pasos de su madre y se ha convertido en una premiada gimnasta.

## Carrera televisiva
En 1988 Panamericana Televisión buscaba a una conductora para su nuevo programa infantil. Giuliana Maiocchi fue seleccionada y el programa fue llamado El show de July, que se estrenó el 21 de enero de 1989.
El show de July marcó un hito en lo que a programas infantiles se refiere. Se transmitía por las mañanas, de 11:00 a 13:00, los fines de semana. Luego, se incluyó en la parrilla televisiva entre semana, emitiéndose de 17:00 a 19:00. El espacio se inspiró en Xou da Xuxa, e intercalaba números musicales, como «El clan de July» o «El abecedario de July», con dibujos animados.
Debido al éxito del programa, July grabó tres discos en formato casete, que incluían todas las canciones incluidas del programa bajo el sello Delta Discos SA. También se produjo merchandising en torno al programa. 
A comienzos de 1990, Panamericana Televisión prescindió del programa y pasó a formar parte de la oferta televisiva de América Televisión; aunque hubo problemas por los derechos de propiedad. 
Por otra parte, la prensa informó que July tendría un programa de televisión en Ecuador, trasmitido por Teleamazonas. Para ello cambiaría la «j» por la «y», llamándose el programa El show de Yuly.
Entre 1991 y 1992, se emitió en La Red de Chile el programa Yuly Yum Yum, realizado desde la productora Canal Uno Cine Televisión Ltda.
En 1993 Yuly vuelve a la televisión ecuatoriana, esta vez en Gamavisión, y consigue altos índices de sintonía.
En 1995 Ecuavisa se interesa en producir ¡Splash!, un programa de preguntas y respuestas para el cual contaron con Giuliana.
Tras ocho años, en 1998, Yuly regresa a Perú por una propuesta de ATV para retomar El show de Yuly. Pero, al año siguiente, vuelve a Ecuador. Dirige y produce, desde 2000, un nuevo programa infantil: Chikitito's.
Con Gamavisión ha tenido sus últimos proyectos. En el año 2001, surgió una nueva propuesta de programa de talentos de canto, Nace una estrella, que se emitió durante tres años los sábados por las noches. Tiempo después, en 2006, Yuly fue la conductora de Bailando con las estrellas. En 2009, conduce Pequeños brillantes, otro talent show de niños cantantes, y El show de los sueños. Al año siguiente, la cadena de televisión apuesta por un formato diferente y estrena, en junio de 2010, Héroes verdaderos, un programa de corte social. En ese año, Giuliana compaginó esta nueva etapa con la conducción del programa dominical Minuto para ganar.
Como artista, Yuly se describe como una persona común y corriente que tiene un maravilloso trabajo y que siempre estará agradecida con el público.

## Programas de televisión
| Año                   | Programa                       | Emisora                 | País    |
| --------------------- | ------------------------------ | ----------------------- | ------- |
| 1989-1990             | El show de July                | Panamericana Televisión | Perú    |
| 1990                  | El show de July                | América Televisión      | Perú    |
| 1996                  | El show de Yuly                | Uranio 15               | Perú    |
| 1998                  | El show de Yuly                | ATV                     | Perú    |
| 1990-1993             | El show de Yuly                | Teleamazonas            | Ecuador |
| 1991                  | Yuly Yum Yum                   | La Red                  | Chile   |
| 1993-1994 y 1996-1998 | El show de Yuly                | Gamavisión              | Ecuador |
| 1994-1995             | ¡Splash!                       | Ecuavisa                | Ecuador |
| 2000-2004             | Chikitito's                    | Gamavisión              | Ecuador |
| 2001-2004             | Nace una estrella              | Gamavisión              | Ecuador |
| 2006-2008             | Bailando/Cantando por un sueño | Gamavisión              | Ecuador |
| 2009                  | Pequeños brillantes            | Gamavisión              | Ecuador |
| 2009                  | El show de los sueños          | Gamavisión              | Ecuador |
| 2010-2013             | Héroes verdaderos              | Gamavisión              | Ecuador |
| 2011                  | Minuto para ganar              | Gamavisión              | Ecuador |
| 2013-2016             | Ídolos / Ídolos júnior         | Gamavisión              | Ecuador |

## Discografía
| Año    | Título                | Formato | Discográfica | Notas | Ref.  |
| ------ | --------------------- | ------- | ------------ | --- | ----- |
| 1989   | El show de July       | Casete  | Delta Discos | 4 canciones y 4 karaokes LADO A 1) Amiguita July 2) El clan de July 3) Fantasmas 4) Vengan todos LADO B (karaokes) 1) Amiguita July 2) El clan de July 3) Fantasmas 4) Vengan todos | [ 7 ] |
| 1989   | El show de July n.º 2 | Casete  | Delta Discos | 6 canciones y 2 karaokes LADO A 1) Ilarie 2) Cumpleaños 3) Dulce miel 4) Cumpleaños (instrumental) LADO B 1) Calentando 2) El ABC de July 3) Es el rock 4) El ABC de July (instrumental) | [ 7 ] |
| 1989   | El show de July n.º 3 | Casete  | Delta Discos | 6 canciones y 2 karaokes LADO A 1) Indios 2) El arcoíris del amor 3) Yo no 4) La receta (instrumental) LADO B 1) Respóndeme... Pregúntame 2) La receta 3) July, enseñame a bailar 4) El arco iris del amor (instrumental) | [ 7 ] |
| ??     | A moverse             | Casete  | IEMPSA       | 7 canciones y 7 karaokes LADO A 1) No dejes 2) A moverse moverse 3) A la droga dile no 4) Eco 5) Cosita 6) Besito 7) Hay que ponerse las pilas LADO B (karaokes) 1) No dejes 2) A moverse moverse 3) A la droga dile no 4) Eco 5) Cosita 6) Besito 7) Hay que ponerse las pilas | [ 8 ] |
| 1990   | Yuly                  | Casete  | -            | 6 canciones y 6 karaokes LADO A 1) Yuly, ven enséñame a bailar 2) Vengan todos 3) Fantasmas 4) Respóndeme con una pregunta 5) Carnaval 6) Arco iris del amor LADO B (karaoke) 1) Yuly, ven enseñame a bailar (karaoke) 2) Vengan todos (karaoke) 3) Fantasmas (karaoke) 4) Respóndeme con una pregunta (karaoke) 5) Carnaval (karaoke) 6) Arco iris del amor (karaoke) |       |
| ¿1990? | Sueños                | Casete  | IEMPSA       | 6 canciones y 6 karaokes LADO A 1) Es el rock 2) El abecedario 3) Hoy es un día bonito 4) Amigos 5) Sueños 6) Alé Alé LADO B (Karaoke) 1) Es el rock (karaoke) 2) El abecedario (karaoke) 3) Hoy es un día bonito (karaoke) 4) Amigos (karaoke) 5) Sueños (karaoke) 6 ) Alé Alé (karaoke) |       |
| 1992   | En Navidad            | Casete  | IEMPSA       | 7 canciones y 6 karaokes LADO A 1) Vamos vamos vamos 2) Jesús esta noche vendrá 3) Suena mi pandereta 4) Campana sobre campana 5) En Navidad 6) Jingle bells (Din, din, don) 6) Busca 7) Vamos vamos vamos (para cantar) LADO B 1) Medley 2) Jesús esta noche vendrá (para cantar) 3) Suena mi pandereta (para cantar) 4) En Navidad (para cantar) 5) Jingle bells (Din, din, don) (para cantar) 6) Busca (para cantar) |       |
| 1996   | Yuly                  | CD      | IEMPSA       | 10 canciones, 10 karaokes y una despedida 1) Yuly, ven enseñame a bailar 2) Fantasmas 3) Respóndeme con una pregunta 4) Arco Iris del amor 5) Es el rock 6) El abecedario 7) Hoy es un día bonito 8) Amigos 9) Sueños 10) Alé Alé 11) Yuly, ven enseñame a bailar (karaoke) 12) Fantasmas (karaoke) 13) Respóndeme con una pregunta (karaoke) 14) Es el rock (karaoke) 15) El abecedario (karaoke) 16) Hoy es un día bonito (karaoke) 17) Amigos (karaoke) 18) Sueños (karaoke) 19) Alé Alé (karaoke) 20) Arco iris de amor (karaoke) 21) Despedida | [ 8 ] |
| 1998   | Burbujas de color     | CD      | IEMPSA       | 7 canciones y 7 karaokes 1) Burbujas de color 2) Cuenta conmigo 3) Splash 4) Superhéroe 5) Dubidú 6) Alpiste perdiste 7) Alto al fuego 8) Burbujas de color (karaoke) 9) Cuenta conmigo (karaoke) 10) Splash (karaoke) 11) Superhéroe (karaoke) 12) Dubidú (karaoke) 13) Alpiste perdiste (karaoke) 14) Alto al fuego (karaoke) |       |